# 145. brigada HV
145. brigada HV je ustrojena 12. kolovoza 1991. kao 2. brigada TO «Dubrava». Mobilizirana je od 6. do 9. listopada 1991. na teritoriju zagrebačkog naselja Dubrava. Kroz Brigadu je od 1991. do 1995. prošlo i mobilizirano 6400 pripadnika Hrvatske vojske.

## Djelovanje po godinama

### 1991.
Izvodi obrambena i napadačka borbena djelovanja na domaćem bojištu u Sisku i Banovini na banovinskom bojištu.

### 1992.
Izvodi obrambena djelovanja na domaćem bojištu u Sisku i Banovini, ojačava se sa satnijom «Cobre» iz 102. brigade ZNG i odlazi na južno bojište gdje brani Dubrovnik. U ljeto od 23. srpnja do 11. kolovoza na istočnoposavskom bojištu izvodi obrambena djelovanja. Potkraj kolovoza vraća se na južno bojište gdje ostaje do Božića, kada se vraća u Zagreb.

### 1993.
Odlazi na istočnoslavonsko bojište kao TG-145, zapovijeda cjelokupnom zonom obrane i izvodi obrambena djelovanja, preustrojava se u brigadu i u jesen se vraća u Zagreb. 13. listopada odlazi na zadarsko bojište u ZP Split gdje brani 2. sektor.

### 1994.
Brigada produžava izvođenje obrambenih djelovanja do 10. travnja kada se vraća u Zagreb.

### 1995.
U akciji Bljesak Brigada je bila u pripremi za uporabu. Sudjeluje u Operaciji Oluja na domaćem bojištu i sudjeluje u oslobađanju Hrvatske Kostajnice i Dvora na Uni, te zaposjeda državnu granicu s BiH, a kasnije sudjeluje u čišćenju terena, te se 14. kolovoza vraća u Zagreb, razdužuje i demobilizira.

## Gubici
U Brigadi je od 1991. do 1995. poginuo 41 pripadnik:
- 1991. – 5 pripadnika
- 1992. – 19 pripadnika
- 1993. – 11 pripadnika
- 1995. – 6 pripadnika.

## Zapovjednici
Zapovjednici su bili: 
- Josip Strenja,
- Oto Jungwurth,
- Tomislav Tolić,
- Bruno Čavić, i
- Željko Nikić.